# Jean Raymond (graveur)
Pour les articles homonymes, voir Raymond.
Jean Raymond (avant 1695 ? - 1766) est un dessinateur et graveur français. 

## Biographie
Dessinateur, Jean Raymond commence par collaborer à l'ouvrage de Pierre Lepautre et Antoine Sébastien publié par Gilles Demortain (d), Les plans, profils et élévations des ville et château de Versailles, sorti des presses à partir de 1716, démontrant un talent certain pour le dessin dans le tracé des perspectives.
Prix de Rome (sans mention spécifique), Jean Raymond est reçu le 19 mai 1716 à l'Académie royale d'architecture. Il arrive à Rome le 10 mai suivant et y demeure jusqu'en février 1721. Durant ce séjour effectué à l'Académie de France à Rome, il lève entre autres en 1717,  aux côtés d'Auguste-Malo Saussard, les plans de Saint-Pierre et de la colonnade.
Revenu à Paris, Jean Raymond se spécialise ensuite dans la gravure de reproduction. Il collabore entre autres au Recueil Crozat (1729-1742),, produisant 5 estampes, à l'édition illustrée des Fables d'Ésope par la veuve Brunet (1745), aux Heures présentées à Madame la Dauphine, édité par Théodore de Hansy (vers 1745-1746).